# Bókadeild Føroya Lærarafelags
Bókadeild Føroya Lærarafelags (även kallat Bókadeildin eller förkortat BFL) är ett färöiskt bokförlag grundat 1956. Förlaget är främst inriktat på barn- och ungdomsböcker.